# Ida Corr
Ida Corr (Aarhus, Dinamarca; 14 de marzo de 1977) es una cantante y compositora danesa. 	
Ella es conocida mundialmente por la canción Let Me Think About It.
Fue miembro del grupo danés Sha Li Mar (formado por Ida Corr, Engelina y Christina Undhjem) en 2002 y 2003.
Su primer álbum solista, Streetdiva, es publicado en marzo de 2005, y el segundo álbum, Robosoul, se publicó en 2006 en Dinamarca.
Ida Corr actuó en el escenario de Ámsterdam del Live Earth el 7 de julio de 2007, con la canción Mirror 070707, con Fedde le Grand. Él produjo su sencillo Let me think about it, publicado el 25 de septiembre de 2007, y que tuvo buena acogida entre el público, alcanzando el número 1 en la lista Billboard de dance en los Estados Unidos, Gran Bretaña y otros países.
En 2008 publica su tercer álbum 'One'.
Ida es miembro del grupo internacional SugaRush Beat Company (formado por Ida Corr de Dinamarca, Rahsaan Patterson de los Estados Unidos y Jarrad Rogers de Australia).

## Discografía

### Álbumes
- Streetdiva (2005)

Estilo: Soul, R&B, dance, pop
- Robosoul (2006)

Estilo: Pop, soul
- One (2008)

Estilo: Pop, dance pop, R&B
- SugaRush Beat Company (2008)

Estilo: Pop, dance, R&B
- Under The Sun (2009)

Estilo: R&B, pop, soul, dance, electro
- Singled Out (2012)

Estilo: Dance, electro house, bounce
- Corr Values (2013)

Estilo: Pop, electronic, dance pop, alternative

### Colaboraciones
- 2016: Good Life (con Oliver Heldens)

### Sencillos
- De Streetdiva:
  - U Make Me Wanna
  - Make Them Beg
  - Country Girl

- De Robosoul:
  - Lonely Girl
  - Late Night Bimbo
  - Let Me Think About It

- De One:
  - Let Me Think About It
  - Ride My Tempo

- De SugaRush Beat Company:
  - L-O-V-E
  - They Said I Said
  - Love Breed

- De Under The Sun:
  - Time
  - I Want You
  - Under The Sun (feat. Shaggy)

- De Singled Out:
  - When The Love Is Gone
  - Tonight I'm Your DJ
  - Let Me Think About It
  - Give It To Me